# جي دي ساوثر
جي دي ساوثر (بالإنجليزية: J. D. Souther)‏ (و. 1945 – م) هو موسيقي، وكاتب غنائي، وممثل من الولايات المتحدة الأمريكية . ولد في ديترويت، ميشيغان .

## روابط خارجية
- جي دي ساوثر على موقع IMDb (الإنجليزية)
- جي دي ساوثر على موقع ميوزك برينز (الإنجليزية)
- جي دي ساوثر على موقع أول موفي (الإنجليزية)
- جي دي ساوثر على موقع أول ميوزيك (الإنجليزية)
- جي دي ساوثر على موقع ديسكوغز (الإنجليزية)
- جي دي ساوثر على موقع قاعدة بيانات الفيلم (الإنجليزية)